# حوسبة متعددة متماثلة

رسم توضيحي لحوسبة متعددة متماثلة

حوسبة متعددة متماثلة (symmetric multiprocessing : SMP) تعنى بأجهزة الحاسوب التي تملك عدة معالجات متطابقة وترتبط بذاكرة واحدة مشتركة ويديرها نظام تشغيل واحد. وهي الهندسة الأكثر استعمالًا بين معظم الأنظمة متعددة المعالجات. كما تستعمل في الأنظمة متعددة الأنوية حيث تعتبر كل نواة كوحدة معالجة مستقلة.